# 乐业镇 (同江市)
乐业镇，是中华人民共和国黑龙江省佳木斯市同江市下辖的一个乡镇级行政单位。

## 行政区划
乐业镇下辖以下地区：
乐业村、东风村、庆明村、安卫村、一庄村、团发村、前锋村、曙平村、东方红村、青年庄村、东胜村、同胜村和胜昌村。